# Anomala baeri
Anomala baeri är en skalbaggsart som beskrevs av Ohaus 1910. Anomala baeri ingår i släktet Anomala och familjen Rutelidae. Inga underarter finns listade i Catalogue of Life.